# 安藤雅司
安藤 雅司（あんどう まさし、1969年1月17日 - ）は、日本のアニメーター、キャラクターデザイナー、アニメ監督。広島県出身。

## 人物
邦画歴代興行収入ランキング2位の『千と千尋の神隠し』と3位の『君の名は。』と4位の『もののけ姫』で作画監督を担当した日本のトップアニメーター。
基本的にリアル指向で絵柄もそのようなものを得意とするがある程度の「アニメ絵」っぽさもあり、リアルな中にもソフトな感じがある。例えば現実の存在である人間も空想上の存在である妖怪も両方描けるということである。
スタジオジブリの先輩であり、苦楽を共にした近藤喜文を師と仰ぎ、尊敬している。近藤からは作画における人物の捉え方や動作の描き方などの技術面からアニメーションの仕事に取り組む姿勢まで、多大な影響を受けている。近藤のアニメーターとしての仕事を取り上げた書籍「近藤喜文の仕事-動画で表現できること-」（スタジオジブリ発行）の責任編集や、全国巡回中の「この男がジブリを支えた。近藤喜文展」の音声ガイドも担当している。
漫画家の高野文子のファンで、『千と千尋の神隠し』の作画監督を務めた際、高野の絵のように少ない線で人間のリアルなラインを描く表現を作品に取り入れる試みを行った。同作では沖浦啓之監督の『人狼 JIN-ROH』の影響も受けて、それまでのジブリにはないリアルな人物表現を取り入れようとして従来作品通りの演出の宮崎駿監督との間に方向性においてズレが生じた。
作画監督で参加した新海誠監督の『君の名は。』では、それまでの新海作品になかったキャラクターの演技（動き）の機微で際立った変化をもたらした。ジブリの同僚だった吉田健一は、安藤がキャラクターデザインへの興味が強く、デザインの良さを咀嚼した上で精度の高い作画が出来るアニメーターだったことが成功の要因だったと語っている。また吉田は『君の名は。』の評価やヒットの要因の分析は新海作品としてどう優れているのかということに偏り過ぎていて絵の力を軽視しているとも語っている。アニメーション映画が大ヒットする場合、色や動画のクオリティを抜きに考えることは出来ず、1,900万人もの観客が2時間の映画をストレスや疲れを感じずに見られたのは観客をドラマに集中させる良質な技術の積み重ねによるもので、それは安藤を中心とした、動画も含めた全作画スタッフの力が大きいというのが吉田の分析である。

## 来歴
10代のころ、月刊アニメージュに『風の谷のナウシカ』や『天空の城ラピュタ』のイラストを投稿して掲載された。
日本大学芸術学部在学中の1989年にスタジオジブリを受験し合格、半年後の1990年に研修生の二期生として入社する。
1991年公開の『おもひでぽろぽろ』の動画からアニメーターとしての活動をスタートし、『紅の豚』『海がきこえる』『平成狸合戦ぽんぽこ』『耳をすませば』で原画を担当。宮崎駿にその才能を認められ、短編『On Your Mark』で初めて作画監督を任され、25歳で『もののけ姫』のチーフ作画監督に抜擢される。『もののけ姫』では宮崎駿のイメージボードを基にキャラクター設定も行った。
2001年の『千と千尋の神隠し』でメインの作画監督を務め、当初は演出も任されるという話もあった。しかしキャラクターの描き方や作画作業の役割、演出の方向性での意見の違いから宮崎監督と対立する。
2003年、スタジオジブリを退社してフリーとなる。以後、今敏監督作品に参加するようになり、映画『東京ゴッドファーザーズ』では作画監督、映画『パプリカ』ではキャラクターデザインと作画監督、テレビアニメ『妄想代理人』ではキャラクターデザインを担当した。
2012年、沖浦啓之監督の『ももへの手紙』でキャラクターデザインと作画監督を担当。
2013年、『かぐや姫の物語』で作画スタッフとして久しぶりにジブリ作品に参加。翌2014年の『思い出のマーニー』では、『千と千尋の神隠し』以来13年ぶりにジブリ作品で作画監督を務める。また同作では共同脚本も手掛けた。
2016年、新海誠監督の映画『君の名は。』の作画監督とキャラクター設定を担当した。本来ならキャラクターデザイナーの田中将賀が作画も行った方が作業もスムーズに進むので好ましいが、田中が他の仕事も抱えていたため、新海がもともとファンだった安藤に作画監督のオファーを出した。作品で安藤は田中将賀のデザインをもとにキャラクター設定表を起こし、チーフ作画監督を担当した。アニメーター出身ではない新海監督は自ら作画指揮を行う演出スタイルではないため、原画メンバーの多くを招集したり演技設計の最終的なイニシアチブを取ったりと、作画の実務については安藤が担った。
2019年12月、初監督作品『鹿の王 ユナと約束の旅』が2020年9月18日に劇場公開されると発表された。2020年8月6日、配給の東宝から2021年に公開延期となったことが発表された。一旦は2021年9月10日の公開が決定したが、再度延期された。2度の公開延期を経て、2022年2月4日に劇場公開された。
2023年、『君たちはどう生きるか』で宮崎駿監督作に22年ぶりに参加した。喜んだ宮崎が安藤に描いてほしいカットをいくつも選んだため、本作では多くの原画を手掛けている。

## 作品リスト

### 劇場アニメ
- おもひでぽろぽろ（1991年、動画）
- 紅の豚（1992年、原画・動画）
- 海がきこえる（1993年、作画監督補佐 ※ノンクレジット・原画）
- 平成狸合戦ぽんぽこ（1994年、原画）
- 耳をすませば（1995年、原画）
- On Your Mark（1995年、作画監督）
- もののけ姫（1997年、作画監督）
- ホーホケキョ となりの山田くん（1999年、原画）
- 千と千尋の神隠し（2001年、作画監督）
- 東京ゴッドファーザーズ（2003年、作画監督・原画）
- アニマトリックス 「キッズ・ストーリー」（2003年、原画）
- イノセンス（2004年、原画）
- パプリカ（2006年、キャラクターデザイン・作画監督）
- 鉄コン筋クリート（2006年、原画）
- ももへの手紙（2012年、キャラクターデザイン・作画監督・原画）
- ヱヴァンゲリヲン新劇場版:Q（2012年、原画）
- かぐや姫の物語（2013年、作画）
- 思い出のマーニー（2014年、共同脚本[注 4]・作画監督）
- THE LAST -NARUTO THE MOVIE-（2014年、原画）
- 百日紅 〜Miss HOKUSAI〜（2015年、原画）
- 君の名は。（2016年、キャラクターデザイン[注 1]・作画監督）
- ひるね姫 〜知らないワタシの物語〜（2017年、原画）
- メアリと魔女の花（2017年、原画）
- 鹿の王 ユナと約束の旅（2022年[27]、監督[注 2]・キャラクターデザイン・絵コンテ・作画監督）
- 君たちはどう生きるか（2023年、原画）
- つるばみ色のなぎ子たち （時期未定、作画監督[28]）

### テレビアニメ
- 怪傑ゾロ（1996年、原画）
- OVERMANキングゲイナー（2002年、原画）
- 妄想代理人（2004年、キャラクターデザイン・作画監督・原画）[29]
- 攻殻機動隊 S.A.C. 2nd GIG（2004年、原画）
- 電脳コイル（2007年、原画）
- うさぎドロップ（2011年、原画）
- ハイキュー!!（2014年、原画）

### Webアニメ
- 日本アニメ（ーター）見本市 「西荻窪駅徒歩20分2LDK敷礼2ヶ月ペット不可」（2014年、原画）

### ゲーム
- ガラクタ名作劇場 ラクガキ王国（2002年、原画）